# Tollevast
Tollevast település Franciaországban, Manche megyében. Lakosainak száma 1650 fő (2022. január 1.). Tollevast Martinvast, Brix, Hardinvast, Saint-Martin-le-Gréard és Cherbourg-en-Cotentin községekkel határos.

## Népesség
A település népessége az elmúlt években az alábbi módon változott:
| Lakosok száma | 459  | 813  | 930  | 1147 | 1321 | 1447 | 1523 | 1569 | 1596 | 1650 |
|               | 1968 | 1982 | 1990 | 2006 | 2013 | 2015 | 2017 | 2019 | 2020 | 2022 |